# Pamianthe parviflora
Pamianthe parviflora är en amaryllisväxtart som beskrevs av Alan W. Meerow. Pamianthe parviflora ingår i släktet Pamianthe och familjen amaryllisväxter. IUCN kategoriserar arten globalt som sårbar. Inga underarter finns listade i Catalogue of Life.